# Morti nel 2024/Dicembre
| Questa pagina contiene informazioni ricavate automaticamente dalle voci biografiche con l'ausilio del template Bio e di un bot. L'aggiornamento è periodico e automatico e ricostruisce completamente la pagina. Se manca una persona in questa lista, sei pregato di non aggiungerla, ma accertati piuttosto che la sua voce biografica contenga il template Bio e che i dati anagrafici siano correttamente compilati. Se il template Bio manca, inseriscilo tu stesso o, in alternativa, metti l'avviso {{tmp\|Bio}} che ne segnala la mancanza. Se i dati riportati sono sbagliati, correggi direttamente la voce biografica; le modifiche saranno visibili in questa lista entro pochi giorni. Per chiarimenti vedi il progetto biografie. La lista contiene solo le 206 persone che sono citate nell'enciclopedia e per le quali è stato implementato correttamente il template Bio. Pagina aggiornata al 18 ago 2025. |

- 1º dicembre - Niels Arestrup, attore francese (n. 1949)
- 1º dicembre - Alioune Badara Bèye, scrittore, poeta e drammaturgo senegalese (n. 1945)
- 1º dicembre - Martino Corda, politico italiano (n. 1939)
- 1º dicembre - Crescenzo D'Amore, ciclista su strada e pistard italiano (n. 1979)
- 1º dicembre - Terry Griffiths, giocatore di snooker gallese (n. 1947)
- 1º dicembre - Tsuruhiko Kiuchi, astronomo giapponese (n. 1954)
- 1º dicembre - Ilke Wyludda, discobola e pesista tedesca (n. 1969)
- 2 dicembre - Lucjan Brychczy, calciatore e allenatore di calcio polacco (n. 1934)
- 2 dicembre - Helmut Duckadam, calciatore rumeno (n. 1959)
- 2 dicembre - Neale Fraser, tennista australiano (n. 1933)
- 2 dicembre - Harald Hudak, mezzofondista tedesco (n. 1957)
- 2 dicembre - John Hunting, arbitro di calcio inglese (n. 1935)
- 2 dicembre - Iole Mancini, partigiana italiana (n. 1920)
- 2 dicembre - Don Ohl, cestista statunitense (n. 1936)
- 2 dicembre - Giovanni Sabbatucci, storico e giornalista italiano (n. 1944)
- 3 dicembre - Elisa Debenedetti, storica dell'arte italiana (n. 1933)
- 3 dicembre - Ecaterina Oancia, canottiera rumena (n. 1954)
- 3 dicembre - Tan Howe Liang, sollevatore singaporiano (n. 1933)
- 4 dicembre - Eugenio Borgna, psichiatra e saggista italiano (n. 1930)
- 4 dicembre - Chiung Yao, scrittrice taiwanese (n. 1938)
- 4 dicembre - Joseph Corozzo, mafioso statunitense (n. 1942)
- 4 dicembre - Lucien Kassi-Kouadio, calciatore ivoriano (n. 1963)
- 4 dicembre - Dante Mircoli, calciatore e allenatore di calcio italiano (n. 1947)
- 4 dicembre - Ricardo Yearwood, cestista panamense (n. 1970)
- 4 dicembre - Tony Young, calciatore inglese (n. 1952)
- 4 dicembre - Brigitta di Svezia, principessa svedese (n. 1937)
- 5 dicembre - Hiroshi Kagawa, giornalista giapponese (n. 1924)
- 5 dicembre - Paolo Pillitteri, politico, giornalista e critico cinematografico italiano (n. 1940)
- 5 dicembre - Jacques Roubaud, matematico, poeta e scrittore francese (n. 1932)
- 5 dicembre - Mario Tessuto, cantante italiano (n. 1943)
- 5 dicembre - Vincenzo Trantino, politico e avvocato italiano (n. 1934)
- 5 dicembre - Rose Verzeletti, cestista australiana
- 5 dicembre - José de la Torre, attore spagnolo (n. 1987)
- 6 dicembre - Jean Keyrouz, sciatore alpino libanese (n. 1931)
- 6 dicembre - Miho Nakayama, cantante, attrice e modella giapponese (n. 1970)
- 6 dicembre - Jean-Pierre Rioux, storico, editore e politico francese (n. 1939)
- 7 dicembre - Evgenij Alejnikov, tiratore a segno russo (n. 1967)
- 7 dicembre - Marco Fumi, politico italiano (n. 1941)
- 7 dicembre - Gianguido Guidotti, politico italiano (n. 1937)
- 7 dicembre - Orlando Rossardi, poeta e drammaturgo cubano (n. 1938)
- 7 dicembre - Josif Vitebs'kyj, schermidore sovietico (n. 1938)
- 7 dicembre - Tom Voyce, rugbista a 15 inglese (n. 1981)
- 8 dicembre - Daniele Garella, compositore, poeta e scrittore italiano (n. 1961)
- 8 dicembre - Şerif Gören, regista e sceneggiatore turco (n. 1944)
- 8 dicembre - Nikolaos Sargkanīs, calciatore greco (n. 1954)
- 8 dicembre - Amalia Villalobos, cestista cilena (n. 1928)
- 8 dicembre - Jean Khamsé Vithavong, vescovo cattolico laotiano (n. 1942)
- 9 dicembre - Costantino Berlenghi, generale italiano (n. 1933)
- 9 dicembre - Nikki Giovanni, scrittrice, poetessa e attivista statunitense (n. 1943)
- 10 dicembre - Michael Cole, attore statunitense (n. 1940)
- 10 dicembre - Mahieddine Khalef, allenatore di calcio algerino (n. 1944)
- 11 dicembre - Riccardo Bonacina, giornalista, conduttore televisivo e autore televisivo italiano (n. 1954)
- 11 dicembre - David Bonderman, imprenditore statunitense (n. 1942)
- 11 dicembre - Pietro Guida, scultore italiano (n. 1921)
- 11 dicembre - Pat McBride, calciatore e allenatore di calcio statunitense (n. 1943)
- 11 dicembre - Mirosława Mikulska, cestista polacca (n. 1943)
- 11 dicembre - Ivan Novák, calciatore cecoslovacco (n. 1942)
- 11 dicembre - Alain Pompidou, politico francese (n. 1942)
- 11 dicembre - Mario Santececca, calciatore, allenatore di calcio e dirigente sportivo italiano (n. 1943)
- 11 dicembre - Jermaine Walker, cestista statunitense (n. 1977)
- 12 dicembre - Amaury Antônio Pasos, cestista brasiliano (n. 1935)
- 12 dicembre - Ernie Beck, cestista statunitense (n. 1931)
- 12 dicembre - Wolfgang Becker, regista e sceneggiatore tedesco (n. 1954)
- 12 dicembre - Francesco Cinquemani, giornalista, sceneggiatore e regista italiano (n. 1967)
- 12 dicembre - Roberto Colacicchi, geologo italiano (n. 1931)
- 12 dicembre - Dan Grecu, ginnasta rumeno (n. 1950)
- 12 dicembre - Vincenzo Inzerillo, politico italiano (n. 1947)
- 12 dicembre - Alberto Merlati, cestista e imprenditore italiano (n. 1943)
- 12 dicembre - Bill Mlkvy, cestista statunitense (n. 1931)
- 12 dicembre - Jean-Marie Pallardy, attore, regista e sceneggiatore francese (n. 1940)
- 12 dicembre - Tommy Robb, pilota motociclistico britannico (n. 1934)
- 13 dicembre - Diane Delano, attrice statunitense (n. 1957)
- 13 dicembre - Maria Soresina, saggista e storica della filosofia italiana (n. 1940)
- 13 dicembre - Luis Suárez Eugenín, cestista cileno (n. 1948)
- 14 dicembre - Isak Andic, imprenditore spagnolo (n. 1953)
- 14 dicembre - Mircea Diaconu, attore, scrittore e politico rumeno (n. 1949)
- 14 dicembre - Frans Körver, calciatore, allenatore di calcio e dirigente sportivo olandese (n. 1937)
- 14 dicembre - Josef Taus, politico austriaco (n. 1933)
- 14 dicembre - Giacinto Urso, politico italiano (n. 1925)
- 15 dicembre - Zakir Hussain, musicista indiano (n. 1951)
- 15 dicembre - Giovanni Molino, calciatore e allenatore di calcio italiano (n. 1931)
- 16 dicembre - Anita Bryant, cantante e attivista statunitense (n. 1940)
- 16 dicembre - Arlene Croce, critica teatrale e saggista statunitense (n. 1934)
- 16 dicembre - Étienne Nguyễn Như Thể, arcivescovo cattolico vietnamita (n. 1935)
- 16 dicembre - Giuditta Saltarini, attrice, personaggio televisivo e showgirl italiana (n. 1941)
- 16 dicembre - Mildred Sanders, cestista statunitense (n. 1929)
- 16 dicembre - Dick Van Arsdale, cestista, allenatore di pallacanestro e dirigente sportivo statunitense (n. 1943)
- 16 dicembre - Yoshio Taniguchi, architetto giapponese (n. 1937)
- 17 dicembre - Gian Paolo Barbieri, fotografo italiano (n. 1935)
- 17 dicembre - Bill Calhoun, cestista statunitense (n. 1927)
- 17 dicembre - Nicholas Chia, arcivescovo cattolico singaporiano (n. 1938)
- 17 dicembre - Aigars Fadejevs, marciatore e maratoneta lettone (n. 1975)
- 17 dicembre - Igor' Anatol'evič Kirillov, generale russo (n. 1970)
- 17 dicembre - William Labov, linguista statunitense (n. 1927)
- 17 dicembre - Marcel Marnat, musicologo, giornalista e biografo francese (n. 1933)
- 17 dicembre - Marisa Paredes, attrice spagnola (n. 1946)
- 17 dicembre - Beatriz Sarlo, giornalista, scrittrice e saggista argentina (n. 1942)
- 17 dicembre - Jānis Timma, cestista lettone (n. 1992)
- 17 dicembre - Rik Van Looy, ciclista su strada, pistard e dirigente sportivo belga (n. 1933)
- 18 dicembre - Mario Cantini, compositore, editore e produttore discografico italiano (n. 1933)
- 18 dicembre - Fabrizio Capucci, attore italiano (n. 1939)
- 18 dicembre - Dietmar Constantini, calciatore e allenatore di calcio austriaco (n. 1955)
- 18 dicembre - Carole Joan Crawford, modella giamaicana (n. 1943)
- 18 dicembre - Vladimir Dorochov, pallavolista e allenatore di pallavolo sovietico (n. 1954)
- 18 dicembre - Frank Kendrick, cestista e allenatore di pallacanestro statunitense (n. 1950)
- 18 dicembre - Fred Lorenzen, pilota automobilistico statunitense (n. 1934)
- 18 dicembre - John Marsden, scrittore e insegnante australiano (n. 1950)
- 18 dicembre - Raffaele Russo, politico e avvocato italiano (n. 1932)
- 18 dicembre - Klaus Wolfermann, giavellottista tedesco (n. 1946)
- 19 dicembre - Silvio Ascenzi, politico, imprenditore e dirigente d'azienda italiano (n. 1940)
- 19 dicembre - Matteo Brigandì, avvocato e politico italiano (n. 1952)
- 19 dicembre - Barry N. Malzberg, scrittore e curatore editoriale statunitense (n. 1939)
- 19 dicembre - Federico Mayor Zaragoza, politico e funzionario spagnolo (n. 1934)
- 19 dicembre - Robert Paul, pattinatore artistico su ghiaccio canadese (n. 1937)
- 19 dicembre - Kirsten Simone, ballerina danese (n. 1934)
- 19 dicembre - Miet Smet, politica belga (n. 1943)
- 19 dicembre - Xie Fang, attrice cinese (n. 1935)
- 20 dicembre - George Eastham, calciatore e allenatore di calcio inglese (n. 1936)
- 20 dicembre - Pio Gaddi, judoka e allenatore di judo italiano (n. 1929)
- 20 dicembre - Giovanni Graber, slittinista italiano (n. 1939)
- 20 dicembre - Rickey Henderson, giocatore di baseball statunitense (n. 1958)
- 20 dicembre - Luigi Leoni, attore italiano (n. 1935)
- 20 dicembre - Rey Misterio senior, wrestler messicano (n. 1958)
- 20 dicembre - Hans-Emil Schuster, astronomo tedesco (n. 1934)
- 20 dicembre - Helena Zeťová, cantante ceca (n. 1980)
- 21 dicembre - Catherine Aird, scrittrice britannica (n. 1930)
- 21 dicembre - Art Evans, attore statunitense (n. 1942)
- 21 dicembre - Hannelore Hoger, attrice tedesca (n. 1942)
- 21 dicembre - Kurt Laurenz Metzler, scultore svizzero (n. 1941)
- 21 dicembre - Fabrizio Morri, politico italiano (n. 1954)
- 21 dicembre - Jeanne Wakatsuki Houston, scrittrice statunitense (n. 1934)
- 22 dicembre - Dieter Lindner, calciatore tedesco (n. 1939)
- 22 dicembre - Liu Yuan, sassofonista e musicista cinese (n. 1960)
- 22 dicembre - Tito Rodinetti, pugile italiano (n. 1936)
- 22 dicembre - Augusto Rollandin, politico e veterinario italiano (n. 1949)
- 23 dicembre - Shyam Benegal, regista e sceneggiatore indiano (n. 1934)
- 23 dicembre - Dési Bouterse, politico e militare surinamese (n. 1945)
- 23 dicembre - Colin Campbell, velocista e bobbista britannico (n. 1946)
- 23 dicembre - Brian Freemantle, scrittore britannico (n. 1936)
- 23 dicembre - Sophie Hediger, snowboarder svizzera (n. 1998)
- 23 dicembre - Dalmacio Negro Pavón, filosofo e politologo spagnolo (n. 1931)
- 23 dicembre - Helmut Schlesinger, economista tedesco (n. 1924)
- 23 dicembre - Mel Shapiro, regista teatrale, paroliere e librettista statunitense (n. 1935)
- 24 dicembre - Claudia Baccarini, supercentenaria italiana (n. 1910)
- 24 dicembre - Alceu Collares, politico e avvocato brasiliano (n. 1927)
- 24 dicembre - Pascal Hervé, ciclista su strada francese (n. 1964)
- 25 dicembre - Britt Allcroft, scrittrice, produttrice televisiva e regista britannica (n. 1943)
- 25 dicembre - Jeffrey Checkes, schermidore statunitense (n. 1943)
- 25 dicembre - Jax Dane, wrestler statunitense (n. 1981)
- 25 dicembre - Eric Hänni, judoka svizzero (n. 1938)
- 25 dicembre - Carlos Pedroso, schermidore cubano (n. 1967)
- 25 dicembre - Bapsi Sidhwa, scrittrice pakistana (n. 1938)
- 26 dicembre - Marco Cacciatori, calciatore italiano (n. 1956)
- 26 dicembre - Renato Carettoni, allenatore di pallacanestro e cestista svizzero (n. 1952)
- 26 dicembre - Yoshitaka Egawa, cestista giapponese (n. 1942)
- 26 dicembre - Giorgio Ferrari, ingegnere italiano (n. 1929)
- 26 dicembre - OG Maco, rapper statunitense (n. 1992)
- 26 dicembre - Chisako Kakehi, serial killer giapponese (n. 1946)
- 26 dicembre - Ney Latorraca, attore brasiliano (n. 1944)
- 26 dicembre - Gianpaolo Ormezzano, giornalista, scrittore e personaggio televisivo italiano (n. 1935)
- 26 dicembre - Walter Pedullà, saggista, critico letterario e giornalista italiano (n. 1930)
- 26 dicembre - Manmohan Singh, economista e politico indiano (n. 1932)
- 26 dicembre - Slavka Taskova Paoletti, soprano bulgaro (n. 1937)
- 27 dicembre - Daniele Bagnoli, allenatore di pallavolo italiano (n. 1953)
- 27 dicembre - Dayle Haddon, attrice e modella canadese (n. 1948)
- 27 dicembre - Ferrando Mantovani, giurista e criminologo italiano (n. 1933)
- 27 dicembre - Tullio Montagna, politico italiano (n. 1943)
- 27 dicembre - Olivia Hussey, attrice argentina (n. 1951)
- 27 dicembre - Cesare Ragazzi, imprenditore, inventore e personaggio televisivo italiano (n. 1941)
- 27 dicembre - Charles Shyer, regista, produttore cinematografico e sceneggiatore statunitense (n. 1941)
- 27 dicembre - Egidio Spugnini, scenografo, incisore e designer italiano (n. 1945)
- 27 dicembre - Svetozar Šapurić, allenatore di calcio, dirigente sportivo e calciatore serbo (n. 1960)
- 28 dicembre - Luigi Brotto, calciatore italiano (n. 1934)
- 28 dicembre - Amleto De Silva, scrittore, vignettista e blogger italiano (n. 1961)
- 28 dicembre - Cesare Ercole, politico italiano (n. 1952)
- 28 dicembre - Martin Karplus, chimico austriaco (n. 1930)
- 28 dicembre - Barre Phillips, contrabbassista statunitense (n. 1934)
- 28 dicembre - Enrico Rabbachin, tiratore a segno italiano (n. 1943)
- 28 dicembre - Giampiero Rosanna, giocatore di biliardo italiano (n. 1944)
- 29 dicembre - Aleksej Bugaev, calciatore russo (n. 1981)
- 29 dicembre - Jimmy Carter, politico e filantropo statunitense (n. 1924)
- 29 dicembre - George Folsey Jr., montatore e produttore cinematografico statunitense (n. 1939)
- 29 dicembre - Tomiko Itooka, supercentenaria giapponese (n. 1908)
- 29 dicembre - Linda Lavin, attrice statunitense (n. 1937)
- 29 dicembre - Dada Masilo, ballerina e coreografa sudafricana (n. 1985)
- 29 dicembre - Maria Luisa Uggetti, fumettista italiana (n. 1937)
- 30 dicembre - John Capodice, attore statunitense (n. 1941)
- 30 dicembre - Loretta Di Franco, soprano statunitense (n. 1942)
- 30 dicembre - Ruggero Franceschini, arcivescovo cattolico italiano (n. 1939)
- 30 dicembre - Joe Grech, cantante maltese (n. 1934)
- 30 dicembre - Émile Idée, ciclista su strada francese (n. 1920)
- 30 dicembre - Jorge Lanata, giornalista e scrittore argentino (n. 1960)
- 30 dicembre - Gianni Savio, dirigente sportivo italiano (n. 1948)
- 30 dicembre - Hugo Sotil, calciatore peruviano (n. 1949)
- 30 dicembre - James Fraser Stoddart, chimico britannico (n. 1942)
- 30 dicembre - Wolfgang de Beer, calciatore e allenatore di calcio tedesco (n. 1964)
- 30 dicembre - Jamshid bin Abdullah di Zanzibar, sultano tanzaniano (n. 1929)
- 31 dicembre - Angelo Amato, cardinale e arcivescovo cattolico italiano (n. 1938)
- 31 dicembre - Bob Anderegg, cestista statunitense (n. 1937)
- 31 dicembre - Paolo Benvegnù, cantautore e chitarrista italiano (n. 1965)
- 31 dicembre - Francesco Castiello, politico italiano (n. 1942)
- 31 dicembre - Buddy MacKay, politico statunitense (n. 1933)
- 31 dicembre - Vittorio Pomilio, cestista italiano (n. 1933)
- 31 dicembre - Roger Pratt, direttore della fotografia britannico (n. 1947)
- 31 dicembre - Arnold Rüütel, politico estone (n. 1928)
- 31 dicembre - Paolo Vitelli, imprenditore e politico italiano (n. 1947)